# Dave Benton
Dave Benton, pseudoniem van Efren Benita (Aruba, 31 januari 1951), is een Arubaans-Estisch zanger. Rond 1979 vertrok hij voor een muzikale carrière naar de VS. Na sinds 1985 vanuit Nederland te hebben gewerkt aan een Europese carrière, vertrok hij in 1997 naar Estland, het geboorteland van zijn vrouw. In 2001 nam hij samen met Tanel Padar en de boyband 2XL succesvol deel aan het Eurovisiesongfestival, wat van Estland het eerste voormalige Sovjet-land maakte dat dit evenement won met het nummer Everybody.

## Biografie
Benton werd geboren op Aruba in een gezin van zeven kinderen. Op zijn achtentwintigste besloot hij zijn muzikale kansen in de Verenigde Staten te verkennen. Hier trad hij op in Las Vegas-achtige shows in grote hotels. Daarnaast werkte hij als songwriter en producer, en fungeerde hij als drummer en achtergrondzanger voor bekende artiesten als José Feliciano, The Drifters, The Platters, Billy Ocean en Tom Jones. Op het OTI Festival in 1981 vertegenwoordigde hij de Nederlandse Antillen met het lied Vaya un amigo, dat niet verder kwam dan de voorlaatste plaats.
Sinds zijn verhuizing in 1985 naar Nederland heeft hij in vrijwel elk land in Europa opgetreden. In de jaren negentig zong hij in de Duitse musical City lights die in 1994 in Berlijn in première ging. Tijdens deze optredens trad hij voor het eerst op onder de artiestennaam Dave Benton die de producer voor hem had bedacht. Later verving hij Engelbert Humperdinck zes maal tijdens diens tour in Australië.
In 1996 leerde hij zijn latere Estische vrouw Maris kennen op een cruiseschip. In 1997 verhuisde hij naar Estland en vervolgde hij zijn muzikale carrière daar met zijn band La'ment. Met Maris heeft hij twee dochters. Uit een eerder huwelijk heeft hij nog een dochter en is via haar grootvader van een kleindochter.
In Estland leerde hij producer en songwriter Ivar Must kennen. Met een lied uit zijn pen namen Benton, Tanel Padar en boyband 2XL in 2001 deel aan het Eurovisiesongfestival. Ze werden de verrassende winnaar en zorgden zo voor de eerste zege van een voormalige Sovjet-staat op dit songfestival. Ook was hij de eerste donkere winnaar en tevens de oudste die het songfestival tot dan toe ooit had gewonnen. In 2008 was hij bij de Estse voorrondes betrokken als producer van Ice-cold story van Iiris Vesik, waarbij zijn vrouw meezong als achtergrondzangeres.
Benton beheerst acht talen: het Engels, Spaans, Papiamento, Nederlands, Frans, Duits, Portugees en Ests. De laatste taal was hij nog niet machtig toen hij in 2001 het songfestival won.
In 2010 nam hij deel aan de vierde editie van Tantsud tähtedega, de Estse versie van Dancing with the Stars. Zijn professionele danspartner was toen Valeria Fetissova.

## Discografie (selectie)

### Albums
In de jaren zeventig/tachtig nam hij drie elpees op, waarvan twee in het Papiamento. Tijdens het vervolg van zijn loopbaan in Estland bracht hij in elk geval de volgende cd's uit:
- 2001: From Monday to Sunday
- 2005: Humanity through harmony

### Singles
- 2001: Everybody, met Tanel Padar
- 2001: Más que un millón

1994: Silvi Vrait · 
1996: Ivo Linna & Maarja-Liis Ilus · 
1997: Maarja-Liis Ilus · 
1998: Koit Toome · 
1999: Evelin Samuel & Camille · 
2000: Ines · 
2001: Tanel Padar, Dave Benton & 2XL · 
2002: Sahlene · 
2003: Ruffus · 
2004: Neiokõsõ · 
2005: Suntribe · 
2006: Sandra Oxenryd · 
2007: Gerli Padar · 
2008: Kreisiraadio · 
2009: Urban Symphony · 
2010: Malcolm Lincoln · 
2011: Getter Jaani · 
2012: Ott Lepland · 
2013: Birgit Õigemeel · 
2014: Tanja · 
2015: Elina Born & Stig Rästa · 
2016: Jüri Pootsmann · 
2017: Koit Toome & Laura · 
2018: Elina Netsjajeva · 
2019: Victor Crone · 
2021: Uku Suviste · 
2022: Stefan · 
2023: Alika · 
2024: 5miinust & Puuluup · 
2025: Tommy Cash
1956: Lys Assia · 
1957: Corry Brokken · 
1958: André Claveau · 
1959: Teddy Scholten · 
1960: Jacqueline Boyer · 
1961: Jean-Claude Pascal · 
1962: Isabelle Aubret · 
1963: Grethe & Jørgen Ingmann · 
1964: Gigliola Cinquetti · 
1965: France Gall · 
1966: Udo Jürgens · 
1967: Sandie Shaw · 
1968: Massiel · 
1969: Frida Boccara, Lenny Kuhr, Salomé, Lulu · 
1970: Dana · 
1971: Séverine · 
1972: Vicky Leandros · 
1973: Anne-Marie David · 
1974: ABBA · 
1975: Teach-In · 
1976: Brotherhood of Man · 
1977: Marie Myriam · 
1978: Izhar Cohen & The Alphabeta · 
1979: Gali Atari & Milk & Honey · 
1980: Johnny Logan · 
1981: Bucks Fizz · 
1982: Nicole · 
1983: Corinne Hermès · 
1984: Herreys · 
1985: Bobbysocks · 
1986: Sandra Kim · 
1987: Johnny Logan · 
1988: Céline Dion · 
1989: Riva · 
1990: Toto Cutugno · 
1991: Carola Häggkvist · 
1992: Linda Martin · 
1993: Niamh Kavanagh · 
1994: Paul Harrington & Charlie McGettigan · 
1995: Secret Garden · 
1996: Eimear Quinn · 
1997: Katrina & the Waves · 
1998: Dana International · 
1999: Charlotte Nilsson · 
2000: Olsen Brothers · 
2001: Tanel Padar, Dave Benton & 2XL · 
2002: Marie N · 
2003: Sertab Erener · 
2004: Ruslana · 
2005: Elena Paparizou · 
2006: Lordi · 
2007: Marija Šerifović · 
2008: Dima Bilan · 
2009: Alexander Rybak · 
2010: Lena Meyer-Landrut · 
2011: Ell & Nikki · 
2012: Loreen · 
2013: Emmelie de Forest · 
2014: Conchita Wurst · 
2015: Måns Zelmerlöw · 
2016: Jamala · 
2017: Salvador Sobral · 
2018: Netta Barzilai ·
2019: Duncan Laurence ·
2021: Måneskin ·
2022: Kalush Orchestra ·
2023: Loreen ·
2024: Nemo
- MusicBrainz: 406f363b-bef4-4c06-966c-f3f9de4a560a
- Virtual International Authority File: 1071154260768624480005